# Ultralet fly
Begrebet Ultralet fly spænder i dag meget bredt fra trikes og åbne rorstyrede fly konstrueret af aluminiumsrør og beklædt med kunststof til moderne konstruktioner lavet af glas- og kulfiber med en cruisespeed på over 200 km/t. 
Med ultralette fly har man mulighed for at flyve privat for et relativt lille beløb. De mest anvendte motorer har traditionelt været 2-takt motorer på mellem 40 og 65 HK, men 4-takt boxer-motorer på mellem 60 og 100 HK anvendes i stort set alle nye ultralette fly. 

Maksimum startvægt for et en-sædet UL-fly er 300 kg og 450 kg (480 kg for søfly) for et 2-sædet fly. 

Maksimum tomvægt for et flyveklart 2-sædet fly uden brændstof er 275kg. Dog skal tilsatsvægten (2 personer og brændstof) være minimum 175 kg. 
Minimum styrbare flyvefart er 65 km/t.[kilde mangler]
For at kunne flyve ultralet fly lovligt i Danmark, skal du være medlem af  Dansk UL Flyver Union .

## Flyklasser
Der findes 2 klasser af ultralette fly: (mikrofly dækker over drager, paraglider og lign)
- Klasse A:

Vægtskiftestyrede fly, som også kaldes TRIKES eller motoriserede dragefly. De styres med en styrebøjle med hvilken opdriftspunktet forskydes under vingen.
- Klasse B:

Rorstyrede fly, der styres med pind eller rat og pedaler nøjagtigt som et almindeligt sportsfly.